# هیو اوون توماس
هیو اوون توماس (انگلیسی: Hugh Owen Thomas؛ ‏ ۲۳ اوت ۱۸۳۴–۶ ژانویهٔ ۱۸۹۱) جراح متخصص ارتوپدی قفقازی‌تبار اهل ولز بود. وی و خواهرزاده‌اش سر رابرت جونز را «پدران جراحی ارتوپدی» نامیده‌اند.
توماس از نسلی از شکسته‌بندان ولزی بود و به استراحت بیمار در درمان شکستگی‌ها اهمیت زیادی می‌داد. وی دانش‌آموختهٔ دانشگاه ادینبرو و کالج دانشگاهی لندن بود و تحصیلات تکمیلی خود را در رشتهٔ جراحی در پاریس به اتمام رساند. هیو اوون توماس پس از بازگشت از فرانسه، به مدت یک سال به طبابت نزد پدرش «ایوان توماس» (که شکسته‌بند سنتی بود) پرداخت؛ اما روابط کاری او با پدرش دچار تنش و مشکل شد، زیرا پدرِ بی‌سواد و پسرِ دانش‌آموختهٔ پزشکی در زمینه درمان‌های ارتوپدی با هم اختلاف‌نظر فراوانی داشتند. او مشارکت‌های مهمی در زمینه درمان و جراحی ارتوپدی و نگارش تعدادی کتاب درسی آموزشی داشت و همچنین انقلابی در ارتوپدی بپا کرد. او به‌ویژه بابت ابداع «اسپلینت توماس» شناخته می‌شود، که در جریان جنگ جهانی اول به‌طور گسترده‌ای مورد استفاده قرار گرفت و مرگ و میر را از ۸۰٪ به تنها ۸٪ در پایان جنگ کاهش داد. اصول جراحی او همچنین توسط جان ریدلن و دیگران به ایالات متحده آمریکا تسری یافت.
سهم او در پیشرفت علم ارتوپدی بسیار زیاد بود. او در درمان شکستگی‌ها و سل معتقد به استراحت دادن به بیمار بود که باید «اجباری، بدون وقفه و طولانی‌مدت» باشد. او «اسپلینت توماس» را برای درمان شکستگی استخوان ران و مفصل آن، «آزمون توماس» را برای ارزیابی انقباض و اتساع لگن، «کولار گردنی توماس» را برای درمان سل مهره‌های گردن، «مانور توماس» را برای ارزیابی شکستگی مفصل ران، و همچنین اصلاح پاچنبری، «آچار توماس» را برای جا انداختن شکستگی‌ها (بازگرداندن استخوان‌ها به جای خود) و «پاشنه توماس» را برای جلوگیری از فرورفتگی استخوان تالوس (در مچ پا) طراحی کرد.

## بیشتر بخوانید
- Aitken, D. McCrae, Hugh Owen Thomas: His Principles and Practice (London, Oxford university press, 1935)
- Watson, Frederick, Hugh Owen Thomas: A Personal Study (London, Oxford university press, 1934)
- Le Vay, Abraham David, The life of Hugh Owen Thomas (Edinburgh, 1956)
- McMurray, Thomas Porter, The life of Hugh Owen Thomas: Centenary Lecture Delivered at the Liverpool Medical Institution (1935)
- Galasko, Charles S. B. (1988). "Sir Harry Platt and the evolution of orthopaedic surgery in North-West England".  In Galasko, Charles Samuel Bernard; Noble, Jonathan (eds.). Current Trends in Orthopaedic Surgery. Manchester University Press. ISBN 9780719025358.